# Notariat

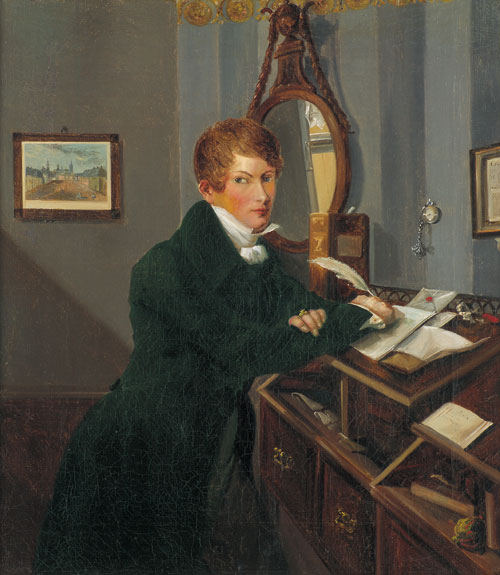
En ung notarie omkring 1830.

Notariat är en sammanfattning av de personer, notarier, som enligt lagstiftningen i vissa länder är auktoriserade av staten för övervarande eller företagande av akter av rättslig betydelse, särskilt för upprättande och bestyrkande av handlingar (urkunder) angående avtal mellan enskilda personer.
De av notarierna upprättade urkunderna har i dessa länder trovärdighet som offentliga urkunder, dvs deras innehåll anses som juridiskt sant, tills motsatsen bevisas. Notariatinstitutionen anses ha sitt ursprung från det romerska riket. Med de romerska notarii (ental notarius) har notariatinstitutionen dock endast namnet gemensamt. Institutionen fortlevde och utvecklades under medeltiden i Italien. Från Italien utbredde den sig till andra länder, såsom Frankrike och Tyskland. Till grund för det franska notariatväsendet, som är det mest utvecklade, ligger en lag från 1803. 